# Orectochilus formosanus
Orectochilus formosanus is een keversoort uit de familie van schrijvertjes (Gyrinidae). De wetenschappelijke naam van de soort is voor het eerst geldig gepubliceerd in 1931 door Takizawa.